# Brycinus
Brycinus is een geslacht van straalvinnige vissen uit de familie van Afrikaanse karperzalmen (Alestidae).

## Soorten
- Brycinus abeli (Fowler, 1936)
- Brycinus affinis (Günther, 1894)
- Brycinus bartoni (Nichols & La Monte, 1953)
- Brycinus batesii (Boulenger, 1903)
- Brycinus bimaculatus (Boulenger, 1899)
- Brycinus brevis (Boulenger, 1903)
- Brycinus carmesinus (Nichols & Griscom, 1917)
- Brycinus carolinae (Paugy & Lévêque, 1981)
- Brycinus comptus (Roberts & Stewart, 1976)
- Brycinus derhami Géry & Mahnert, 1977
- Brycinus ferox (Hopson & Hopson, 1982)
- Brycinus fwaensis Géry, 1995
- Brycinus grandisquamis (Boulenger, 1899)
- Brycinus humilis (Boulenger, 1905)
- Brycinus imberi (Peters, 1852)
- Brycinus intermedius (Boulenger, 1903)
- Brycinus jacksonii (Boulenger, 1912)
- Brycinus kingsleyae (Günther, 1896)
- Brycinus lateralis (Boulenger, 1900)
- Brycinus leuciscus (Günther, 1867)
- Brycinus longipinnis (Günther, 1864)
- Brycinus luteus (Román, 1966)
- Brycinus macrolepidotus Valenciennes, 1850
- Brycinus minutus (Hopson & Hopson, 1982)
- Brycinus nigricauda (Thys van den Audenaerde, 1974)
- Brycinus nurse (Rüppell, 1832)
- Brycinus opisthotaenia (Boulenger, 1903)
- Brycinus peringueyi (Boulenger, 1923)
- Brycinus poptae (Pellegrin, 1906)
- Brycinus rhodopleura (Boulenger, 1906)
- Brycinus sadleri (Boulenger, 1906)
- Brycinus schoutedeni (Boulenger, 1912)
- Brycinus taeniurus (Günther, 1867)
- Brycinus tessmanni (Pappenheim, 1911)
- Brycinus tholloni (Pellegrin, 1901)